# Maffia!
A Maffia! (eredeti címe: Mafia!; Jane Austen's Mafia! címen is ismert) 1998-as amerikai filmvígjáték/filmparódia. A filmet Jim Abrahams rendezte, a főszerepekben Jay Mohr, Lloyd Bridges, Olympia Dukakis és Christina Applegate láthatóak.
A film főleg a Keresztapa-filmek, illetve egyéb maffiafilmek, mint a Casino paródiája, de több egyéb filmet is parodizál, például a Forrest Gumpot.

## Szereplők
| Karakter                     | Színész               | Magyar hang (1998)  |
| ---------------------------- | --------------------- | ------------------- |
| Anthony Cortino              | Jay Mohr              | Anger Zsolt         |
| Joey Cortino                 | Billy Burke           | Kálloy Molnár Péter |
| Diane                        | Christina Applegate   | Orosz Helga         |
| Paprika Gianini              | Pamela Gidley         | Tóth Auguszta       |
| Sophia                       | Olympia Dukakis       | Kassai Ilona        |
| Vincenzo Cortino             | Lloyd Bridges         | Dobránszky Zoltán   |
| Fiatal Vincenzo              | Jason Fuchs           | Borbíró András      |
| Clamato                      | Joe Viterelli         | Horkai János        |
| Marzoni                      | Tony Lo Bianco        | Zana József         |
| Dagadt Paulie Orsatti        | Blake Hammond         | F. Nagy Zoltán      |
| Frankie Totino               | Philip Suriano        | Zágoni Zsolt        |
| Gorgoni                      | Vincent Pastore       | Szélyes Imre        |
| Carla                        | Marisol Nichols       |                     |
| Clamato felesége             | Carol Ann Susi        | Némedi Mari         |
| Bonifacio                    | Gregory Sierra        | Szűcs Sándor        |
| Rosa Cortino                 | Vera Lockwood         | Halász Aranka       |
| Elrajzoltfejű Benny          | Martin Charles Warner |                     |
| Jumbo Denuzio                | Joseph Jumbo Rufo     | Varga Tamás         |
| Geno                         | Jason Davis           |                     |
| Diane fiú                    | T.J. Cannata          |                     |
| Középkorú Vincenzo           | Louis Mandylor        |                     |
| Középkorú Rosa               | Georgia Simon         | Tátrai Zita         |
| Középkorú Clamato            | Joey Dente            | F. Nagy Zoltán      |
| Kicsi Anthony                | Seth Adkins           | Szalay Csongor      |
| Fiatal Joey                  | Sebastian Aza         | Minárovits Péter    |
| Narducci                     | Andreas Katsulas      | Kárpáti Tibor       |
| Rizzo                        | Joseph R. Sicari      | Albert Péter        |
| Jenny                        | Allyson Call          | Molnár Ilona        |
| Fiatal Rosa                  | Monica Mikala         | Molnár Ilona        |
| Fiatal Clamato               | Anthony Jesse Cruz    | Szvetlov Balázs     |
| Ruffo                        | Stefan Lysenko        |                     |
| Fiatal Sophia                | Sofia Milos           |                     |
| Luigi Cortino                | Anthony Crivello      |                     |
| Pap az esküvőn               | Frank Birney          | Versényi László     |
| Pap a temetésen              | Don Bovingloh         | Tolnai Miklós       |
| Szaddám Huszein              | Jerry Haleva          | Szűcs Sándor        |
| Gondoltam egy számra krupié  | Bill Livingston       | Imre István         |
| Gondoltam egy számra játékos | Gerald Emerick        | Garai Róbert        |
| Bevándorló rosszfiú          | James Costa           | Csőre Gábor         |
| Gorgoni testőre              | Brian Tahash          | Kardos Gábor        |
| Önmaga                       | Alex Trebek           | Kardos Gábor        |
| Gonosz pap                   | Richard Abraham       | Tardy Balázs        |
| Marzoni testőre              | Jeff Langton          | Varga Tamás         |
| Önmaga                       | Don Cornelius         | Garai Róbert        |

## Bevétel
A nyitó hétvégéjén 6,577,961 millió dolláros bevételt hozott a film, összességében 19,889,299 millió dolláros bevételt hozott Amerikában.

### Fogadtatás
A Rotten Tomatoes honlapján 14%-on áll, 42 kritika alapján, és 4 pontot szerzett a tízből. A CinemaScore oldalán szintén átlagosan értékelték a filmet.
A ReelViews kritikusa, James Berardinelli azt írta: "Az Airplane! és a Csupasz pisztoly ..., két korai belépő abba a műfajba, ami később virágzásnak indult, nagy részben működtek, mert friss volt a humor. Most, számtalan film után a legtöbb poén újrahasznosítottnak tűnik, még akkor is, amikor nincsenek. A Maffiában vannak humoros pillanatok, de a Keresd a nőt! árnyékában eléggé bénának tűnnek. A Maffia! nem egy szörnyű film, és legalább egy kis nevetést kicsikar még a legkomorabb nézőből is. Összességében ez viszont egy gyenge paródia, amely sokkal inkább egyből videóra illik, mint a moziba."
Roger Ebert, a Chicago Sun-Times kritikusa két csillaggal értékelte a négyből. Kritikája a következő volt:
"Igen, nevettem Jim Abrahams Maffia! című filmjén, de eszembe jutott, mennyire fogtam a hasam a nevetéstől múlt héten a Keresd a nőt! idején. Ez az új film balszerencséje, hogy az év legviccesebb vígjátéka után érkezett, és nem előtte. A Maffia nem éri el Abrahams korábbi munkáinak színvonalát, és egy olyan városban, ahol a Keresd a nőt! játszódik, nem kérdés, melyik filmet választom."